# Le Plessier-Rozainvillers
Pour les articles homonymes, voir Le Plessier.
Le Plessier-Rozainvillers est une commune française située dans le département de la Somme, en région Hauts-de-France.

## Géographie

### Localisation
Le Plessier-Rozainvillers est un village picard de l'Amiénois et de la région naturelle du Santerre.
À vol d'oiseau, la localité est située à 5 km au sud-est de Moreuil, 12 km au nord de Montdidier, 18 km au sud de Corbie, 18 km au nord-ouest de Roye, 24 km au sud-est d'Amiens et à 48 km au nord-est de Beauvais.
Le territoire de la commune est limitrophe de ceux de cinq communes.
Les communes limitrophes sont  Fresnoy-en-Chaussée, Hangest-en-Santerre, La Neuville-Sire-Bernard, Mézières-en-Santerre et Trois-Rivières.

### Hydrographie
Fin XIXe siècle, quatre puits d'une profondeur moyenne de 75 mètres alimentent le village en eau potable, très chargée en calcaire.
La commune est située dans le bassin Artois-Picardie. Elle n'est drainée par aucun cours d'eau.

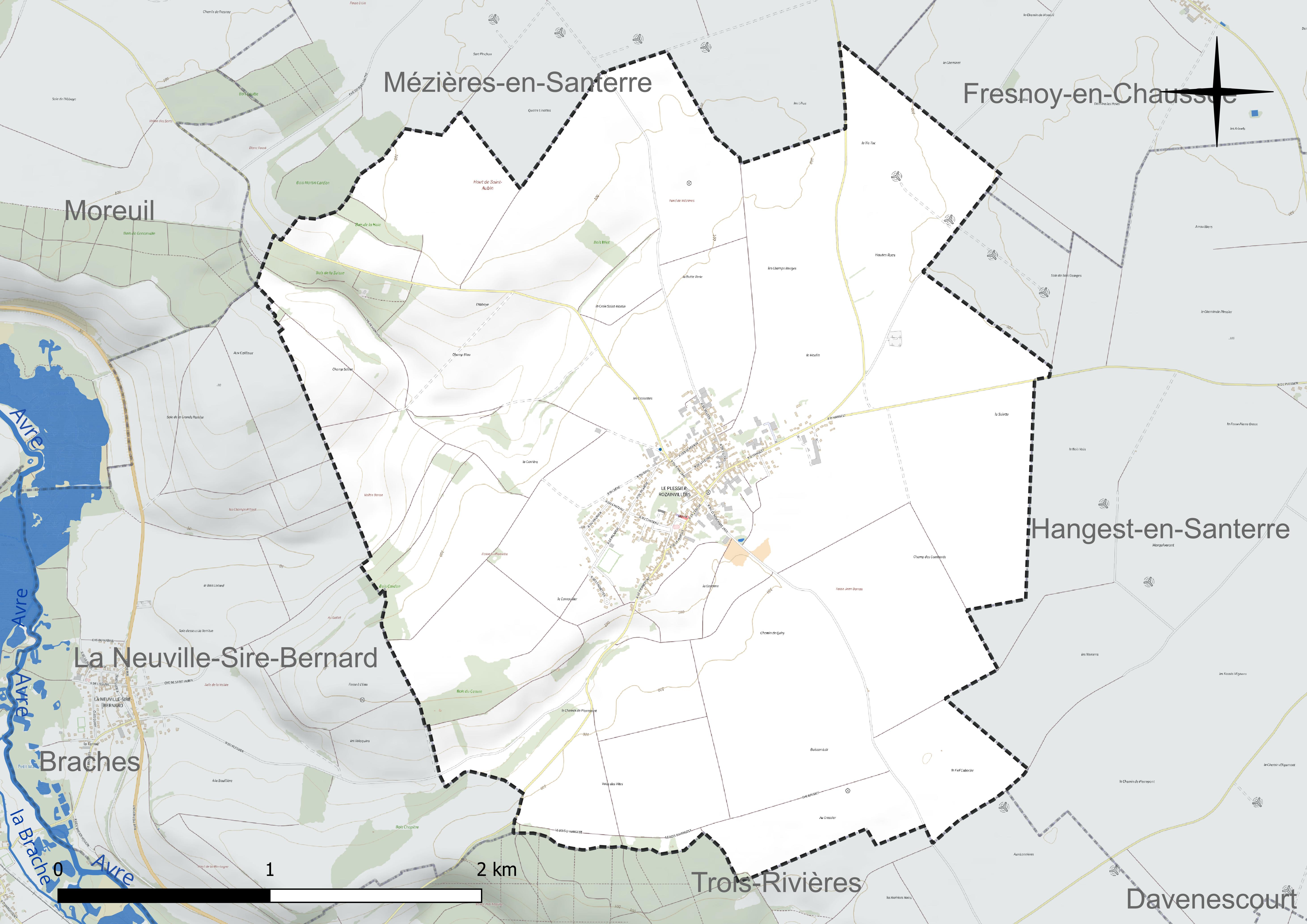
Réseau hydrographique du Plessier-Rozainvillers.

### Climat
Pour des articles plus généraux, voir Climat des Hauts-de-France et Climat de la Somme.
En 2010, le climat de la commune est de type climat océanique dégradé des plaines du Centre et du Nord, selon une étude du CNRS s'appuyant sur une série de données couvrant la période 1971-2000. En 2020, Météo-France publie une typologie des climats de la France métropolitaine dans laquelle la commune est exposée à un climat océanique et est dans la région climatique Nord-est du bassin Parisien, caractérisée par un ensoleillement médiocre, une pluviométrie moyenne régulièrement répartie au cours de l'année et un hiver froid (3 °C).
Pour la période 1971-2000, la température annuelle moyenne est de 10,5 °C, avec une amplitude thermique annuelle de 14,2 °C. Le cumul annuel moyen de précipitations est de 717 mm, avec 11,8 jours de précipitations en janvier et 8,5 jours en juillet. Pour la période 1991-2020, la température moyenne annuelle observée sur la station météorologique la plus proche, située sur la commune de Rouvroy-en-Santerre à 11 km à vol d'oiseau, est de 10,8 °C et le cumul annuel moyen de précipitations est de 635,8 mm,. Pour l'avenir, les paramètres climatiques de la commune estimés pour 2050 selon différents scénarios d'émission de gaz à effet de serre sont consultables sur un site dédié publié par Météo-France en novembre 2022.

## Urbanisme

### Typologie
Au 1er janvier 2024, Le Plessier-Rozainvillers est catégorisée commune rurale à habitat dispersé, selon la nouvelle grille communale de densité à sept niveaux définie par l'Insee en 2022.
Elle est située hors unité urbaine. Par ailleurs la commune fait partie de l'aire d'attraction d'Amiens, dont elle est une commune de la couronne,. Cette aire, qui regroupe 369 communes, est catégorisée dans les aires de 200 000 à moins de 700 000 habitants,.

### Occupation des sols
L'occupation des sols de la commune, telle qu'elle ressort de la base de données européenne d'occupation biophysique des sols Corine Land Cover (CLC), est marquée par l'importance des territoires agricoles (93,7 % en 2018), une proportion sensiblement équivalente à celle de 1990 (94,4 %). La répartition détaillée en 2018 est la suivante : 
terres arables (91 %), zones urbanisées (6,2 %), zones agricoles hétérogènes (2,7 %), forêts (0,1 %). L'évolution de l'occupation des sols de la commune et de ses infrastructures peut être observée sur les différentes représentations cartographiques du territoire : la carte de Cassini (XVIIIe siècle), la carte d'état-major (1820-1866) et les cartes ou photos aériennes de l'IGN pour la période actuelle (1950 à aujourd'hui).

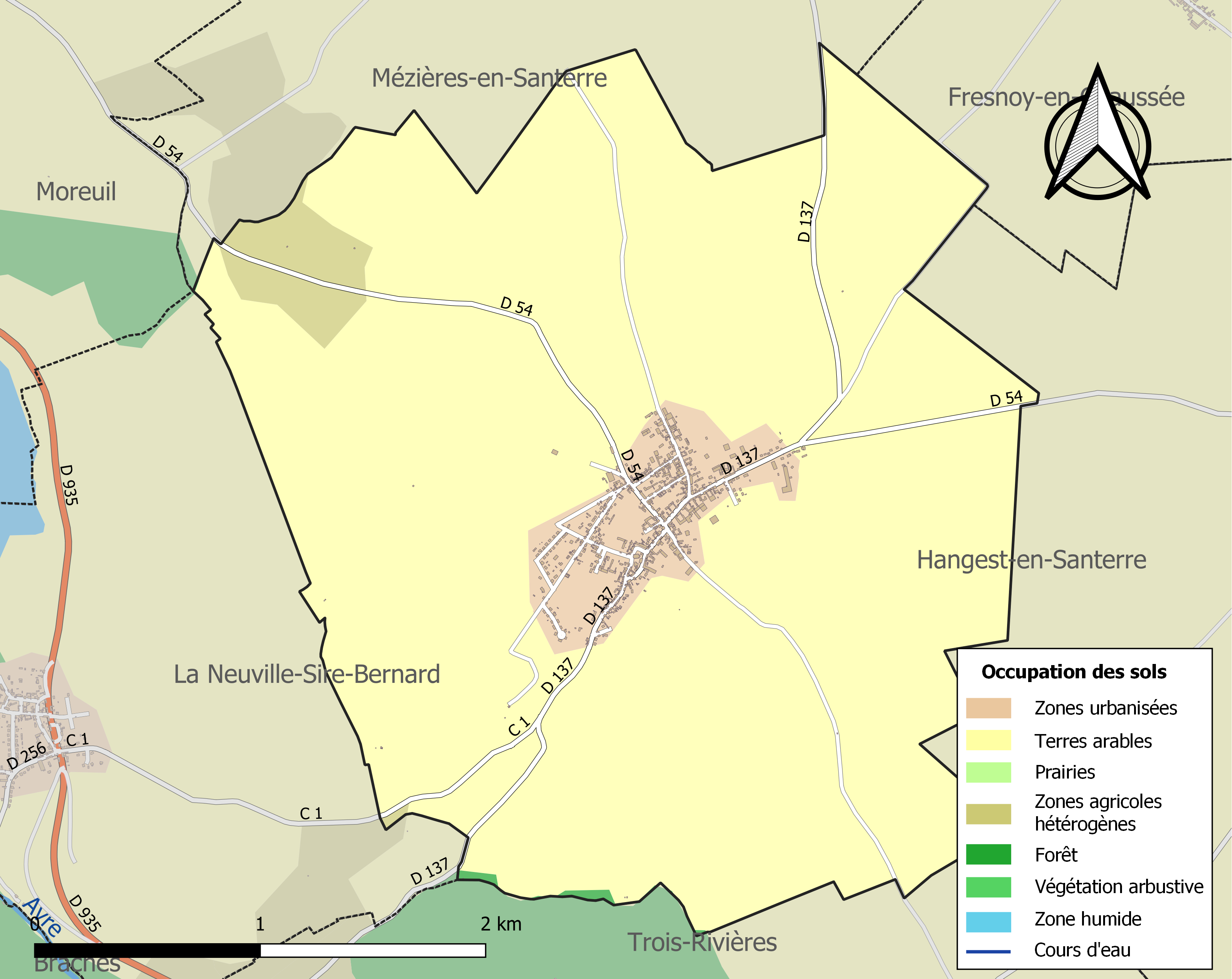
Carte des infrastructures et de l'occupation des sols de la commune en 2018 (CLC).

### Voies de communication et transports
En 2019, la localité est desservie par les autocars du réseau inter-urbain Trans'80, Hauts-de-France (ligne no 45, Moreuil -  Montdidier et ligne no 60, Davenescourt - Moreuil - Amiens).

## Toponymie
Plessier, Plessis, Plaisiez sont mentionnés dès 1142, Plessy Radulfi Vetulfi est trouvé en 1146 et Plessis de Rosinville en 1547.

## Histoire

### Moyen Âge
Établis dans les forteresses d'Hangest et d'Arvillers, les Anglo-Bourguignons dévastent le village en 1416, lors de la guerre de Cent Ans.

### Époque moderne
Un hameau, Saint-Aubin-en-Harponval a complètement disparu mais son église existait encore au XVIIIe siècle.
En 1692, le village a déjà son école.

### Époque contemporaine
La commune de Le Plessier, instituée par la Révolution française, absorbe entre 1790 et 1794, celle de Rozainvillers. Elle est désormais dénommée Le Plessier-Rozainvilliers.
Une importante fabrique de bonneterie a été complètement détruite par un incendie en mars 1792.
À la fin de l'épopée napoléonienne, en 1814 et 1815, le village a eu à supporter les Cosaques.
Lors de la guerre franco-allemande de 1870, de lourdes contributions ont été réclamées aux villageois.
Après avoir occupé 500 à 600 ouvriers au XVIIIe siècle, l'industrie de la laine a pratiquement disparu à la fin XIXe siècle, mais environ 80 ouvriers sont occupés à l'industrie de la chaussure en 1899.

#### Première Guerre mondiale
Le village est situé dans un premier temps à l'arrière du front, notamment lors de la bataille de la Somme, puis est dans la zone des combats lors de l'Offensive du Printemps de 1918.
En mars 1916, un biplan allemand Aviatik no 8.558 est obligé d'atterrir sur le territoire communal. Il est capturé par les Français,,.
L'armée française réalisa pendant le conflit une ligne de chemin de fer militaire à écartement de 0,60m. du système Péchot près du village afin d'alimenter le front. Elle a été utilisée pour la mise en station de pièces de l'artillerie lourde sur voie ferrée,, et un train de matériel et d'artillerie allemand capturé y fut exhibé,. Cette ligne existait encore fin 1920 et était utilisée pour les besoins de la Reconstruction.
À la fin de la guerre, le village, largement détruit,, a été décoré de la Croix de guerre 1914-1918 le 3 novembre 1920.

#### Seconde Guerre mondiale

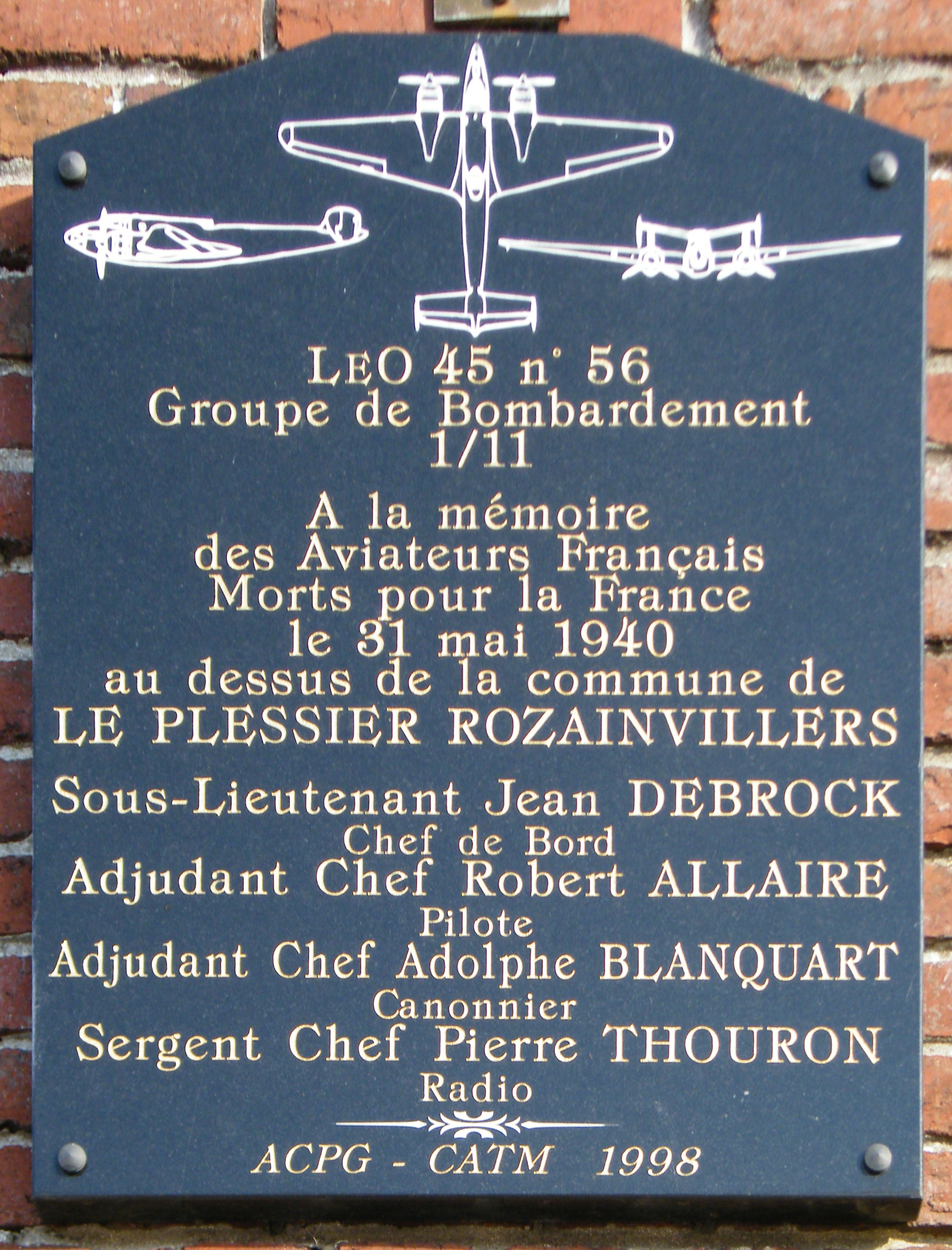
Plaque mémorielle sur le mur de l'église.

Lors de la Bataille de France de la Seconde Guerre mondiale, le 31 mai 1940, le bombardier LéO 45 no 56 du Groupe de bombardement  GB I/11, est abattu par la chasse allemande au dessus du village. Il était en mission pour attaquer des colonnes ennemies progressant sur l'axe Abbeville-Amiens. Aucun des quatre appareils de la mission n'est revenu.

## Politique et administration

### Rattachements administratifs et électoraux
La commune se trouve dans l'arrondissement de Montdidier du département de la Somme. Pour l'élection des députés, elle fait partie depuis 2012 de la quatrième circonscription de la Somme.
Elle fait partie depuis 1793 du canton de Moreuil, qui a été modifié et agrandi dans le cadre du redécoupage cantonal de 2014 en France.

### Intercommunalité
La commune était membre de la communauté de communes du canton de Moreuil, créée par un arrêté préfectoral du 4 décembre 1992 et renommée communauté de communes Avre Luce Moreuil (CCALM) par arrêté préfectoral du 6 mai 1996.
Dans le cadre des dispositions de la loi portant nouvelle organisation territoriale de la République du 7 août 2015, qui prévoit que les établissements publics de coopération intercommunale (EPCI) à fiscalité propre doivent avoir un minimum de 15 000 habitants, la préfète de la Somme propose en octobre 2015 un projet de nouveau schéma départemental de coopération intercommunale (SDCI) prévoyant la réduction de 28 à 16 du nombre des intercommunalités à fiscalité propre du département.
Après des hypothèses de regroupement des communautés de communes du Grand Roye (CCGR), du canton de Montdidier (CCCM), du Santerre et d'Avre, Luce et Moreuil, la préfète dévoile en octobre 2015 son projet qui prévoit la « des communautés de communes d'Avre Luce Moreuil et du Val de Noye », le nouvel ensemble de 22 440 habitants regroupant 49 communes,. À la suite de l'avis favorable des intercommunalités et de la commission départementale de coopération intercommunale en janvier 2016 puis des conseils municipaux et communautaires concernés, la fusion est établie par un arrêté préfectoral du 22 décembre 2016, qui prend effet le 1er janvier 2017.
La commune est donc désormais membre de la communauté de communes Avre Luce Noye (CCALN).

### Liste des maires
| Période                                  | Période                   | Identité        | Étiquette | Qualité                                                                     |
| ---------------------------------------- | ------------------------- | --------------- | --------- | --------------------------------------------------------------------------- |
| Les données manquantes sont à compléter. |                           |                 |           |                                                                             |
| 1994                                     | mars 2001                 | Bernard Daigny  |           |                                                                             |
| mars 2001                                | mars 2008                 | Pierre Viltart  |           |                                                                             |
| mars 2008                                | 2014                      | Bernard Daigny  |           | Vice-président de la CCALM ( ? → 2016) Vice-président de la CCALN (2017 → ) |
| mars 2014                                | mai 2020                  | Patrick Goret   |           |                                                                             |
| mai 2020                                 | En cours (au 5 juin 2020) | André Lescureux |           |                                                                             |

### Politique environnementale
Un parc de huit éoliennes est édifié par le groupe Valorem en 2016-2017 sur les communes du Plessier-Rozainvillers, d'Hangest-en-Santerre et de Mézières-en-Santerre, après un financement participatif ouvert notamment aux riverains.

## Population et société

### Démographie
L'évolution du nombre d'habitants est connue à travers les recensements de la population effectués dans la commune depuis 1793. Pour les communes de moins de 10 000 habitants, une enquête de recensement portant sur toute la population est réalisée tous les cinq ans, les populations de référence des années intermédiaires étant quant à elles estimées par interpolation ou extrapolation. Pour la commune, le premier recensement exhaustif entrant dans le cadre du nouveau dispositif a été réalisé en 2007.

En 2022, la commune comptait 765 habitants, en évolution de +2,14 % par rapport à 2016 (Somme : −1,26 %, France hors Mayotte : +2,11 %).
| 1793 | 1800 | 1806 | 1821 | 1831 | 1836 | 1841 | 1846 | 1851 |
| ---- | ---- | ---- | ---- | ---- | ---- | ---- | ---- | ---- |
| 777  | 760  | 797  | 784  | 799  | 851  | 876  | 880  | 882  |

| 1856 | 1861 | 1866 | 1872 | 1876 | 1881 | 1886 | 1891 | 1896 |
| ---- | ---- | ---- | ---- | ---- | ---- | ---- | ---- | ---- |
| 863  | 848  | 855  | 841  | 814  | 788  | 781  | 752  | 729  |

| 1901 | 1906 | 1911 | 1921 | 1926 | 1931 | 1936 | 1946 | 1954 |
| ---- | ---- | ---- | ---- | ---- | ---- | ---- | ---- | ---- |
| 729  | 694  | 684  | 526  | 550  | 507  | 490  | 552  | 553  |

| 1962 | 1968 | 1975 | 1982 | 1990 | 1999 | 2006 | 2007 | 2012 |
| ---- | ---- | ---- | ---- | ---- | ---- | ---- | ---- | ---- |
| 576  | 632  | 624  | 577  | 582  | 566  | 604  | 609  | 706  |

| 2017 | 2022 | - | - | - | - | - | - | - |
| ---- | ---- | - | - | - | - | - | - | - |
| 755  | 765  | - | - | - | - | - | - | - |

### Enseignement
Une quatrième classe de l'école primaire a ouvert à la rentrée de septembre 2016, nécessitée par la croissance des effectifs, induite par un lotissement réalisé  quelque temps auparavant. La municipalité agrandit en 2017 l'équipement par la création d'une salle multifonctions à ossature bois.

## Culture locale et patrimoine

### Lieux et monuments
- Église Saint-Martin, restaurée après les destructions de la Première Guerre mondiale[50].
Elle contient les sculptures en bois du XVIIIe siècle de la Vierge[51] et de l'évêque Saint Aubin[52], ainsi qu'un bas-relief en bois, également du XVIIIe siècle, du  Christ au Jardin des Oliviers[53]. Une série de verrières réalisées en 1934 par Jean Hébert-Stevens et Pauline Peugniez lors de la reconstruction partielle orne l'église[54],[55],[56],[57],[58],[59],[60],[61],[62],[63],[64].

- Ancienne chapelle Notre-Dame-de-Miséricorde, du XIXe siècle[65].

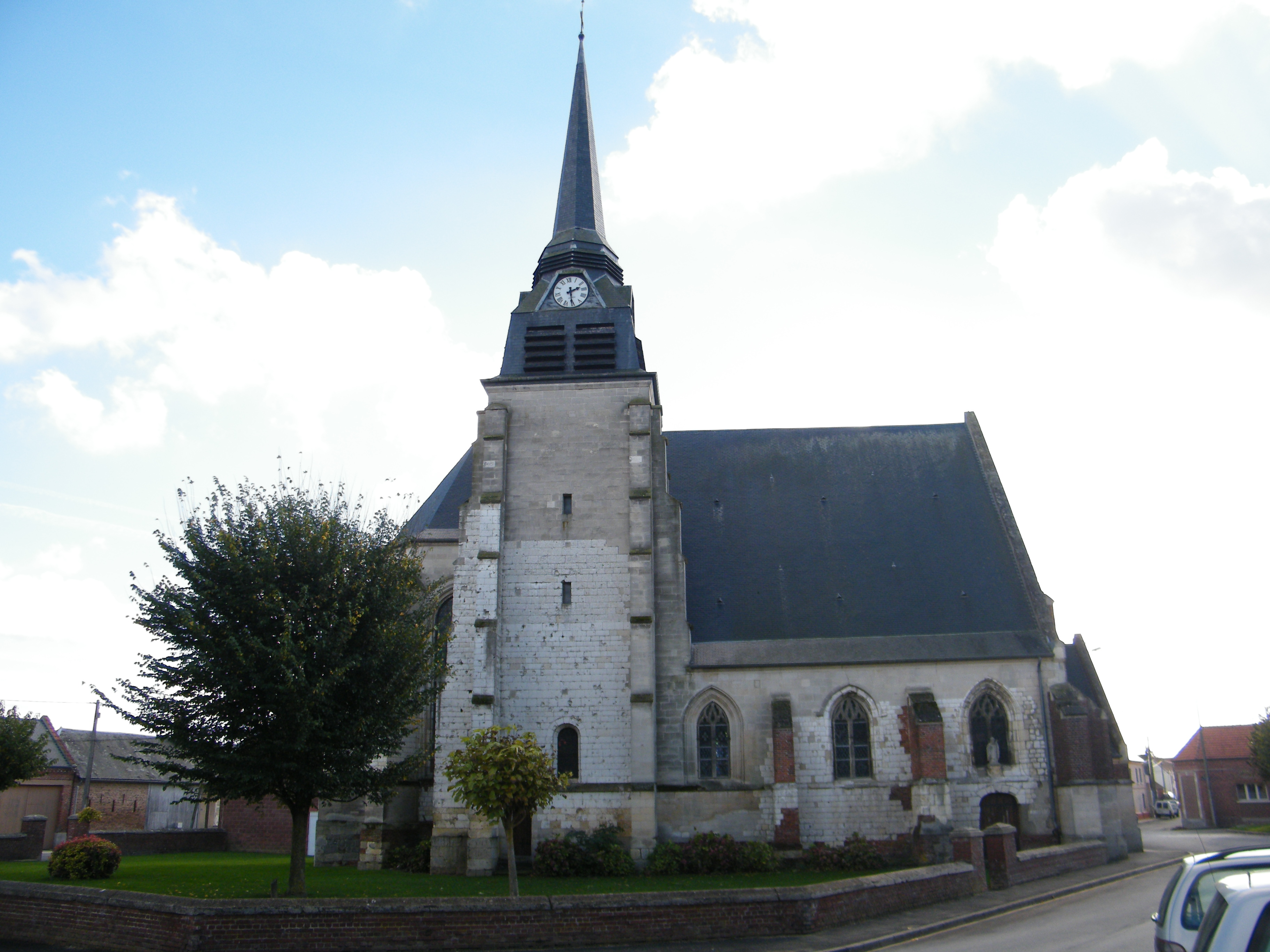
L'église Saint-Martin.
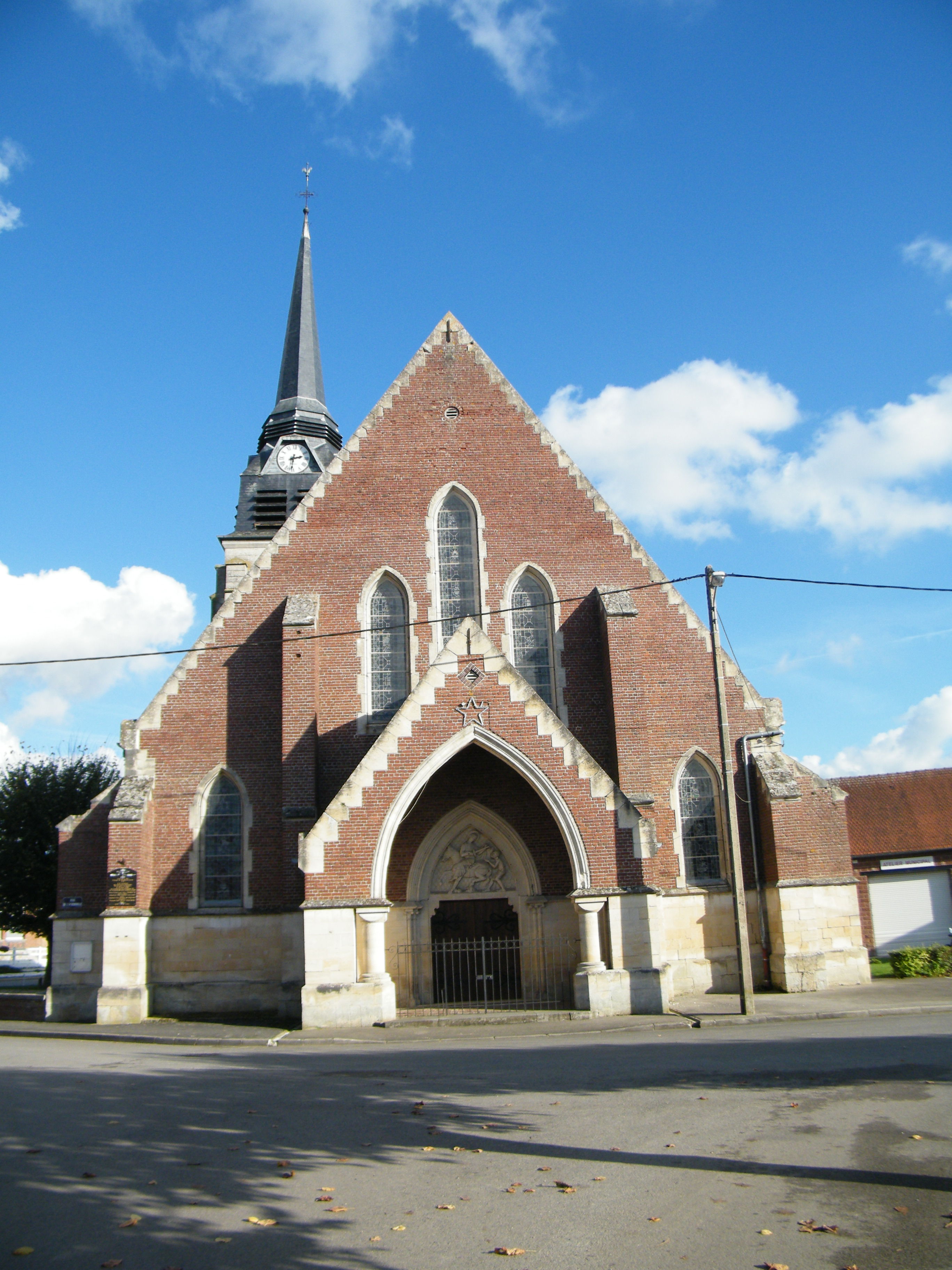
Autre vue de l'église.
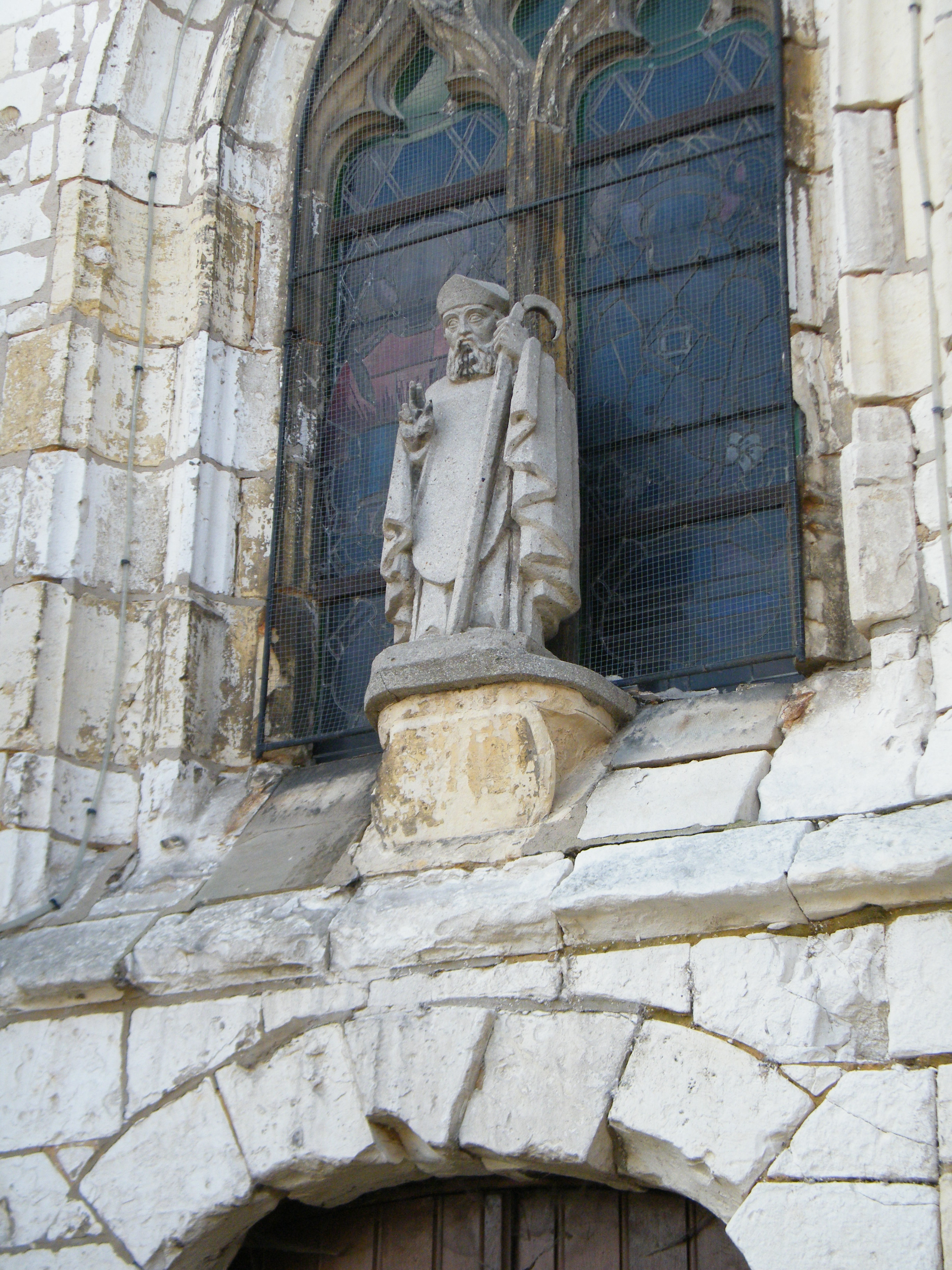
Portail de l'église, détail.
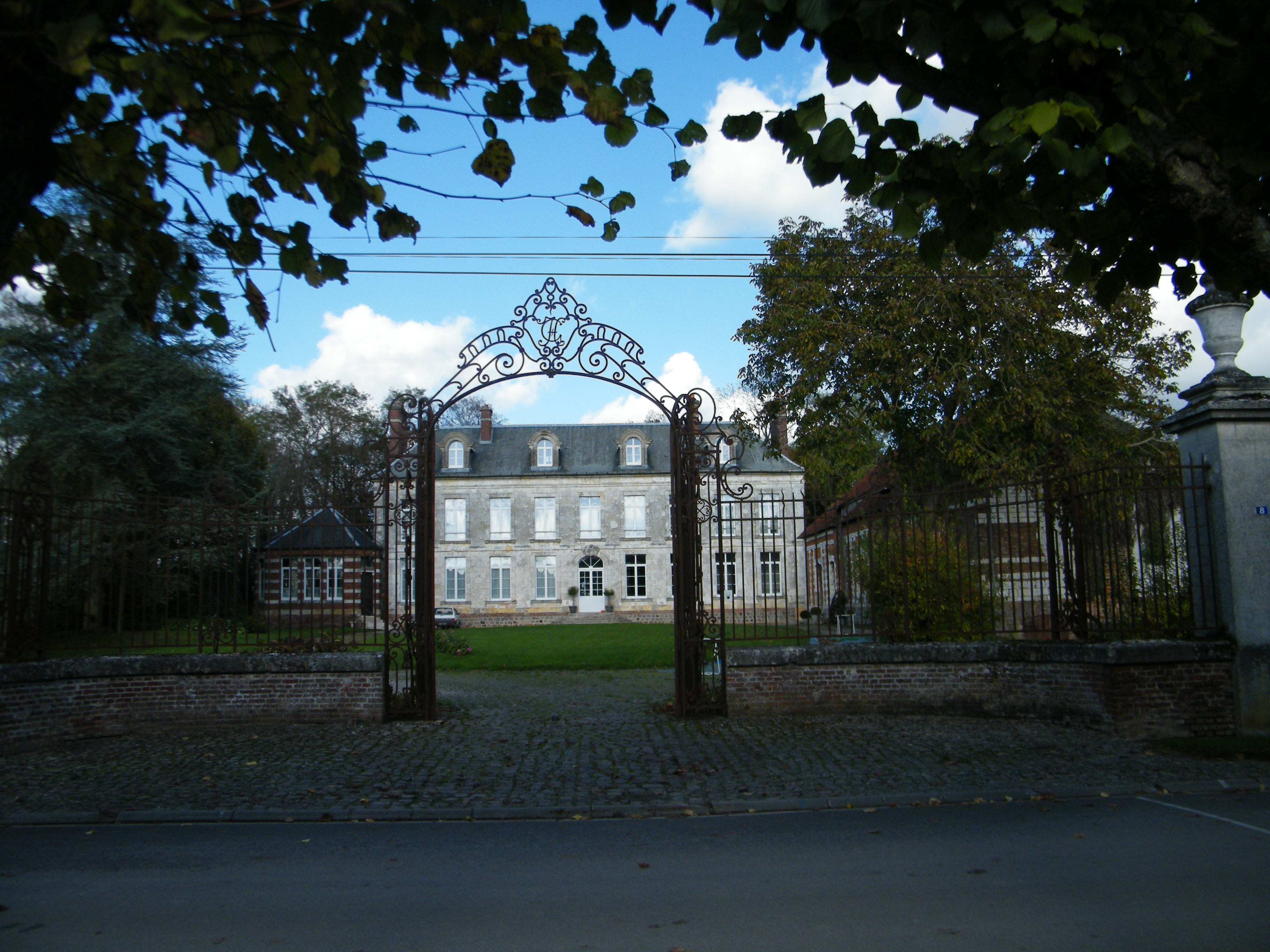
Le château.
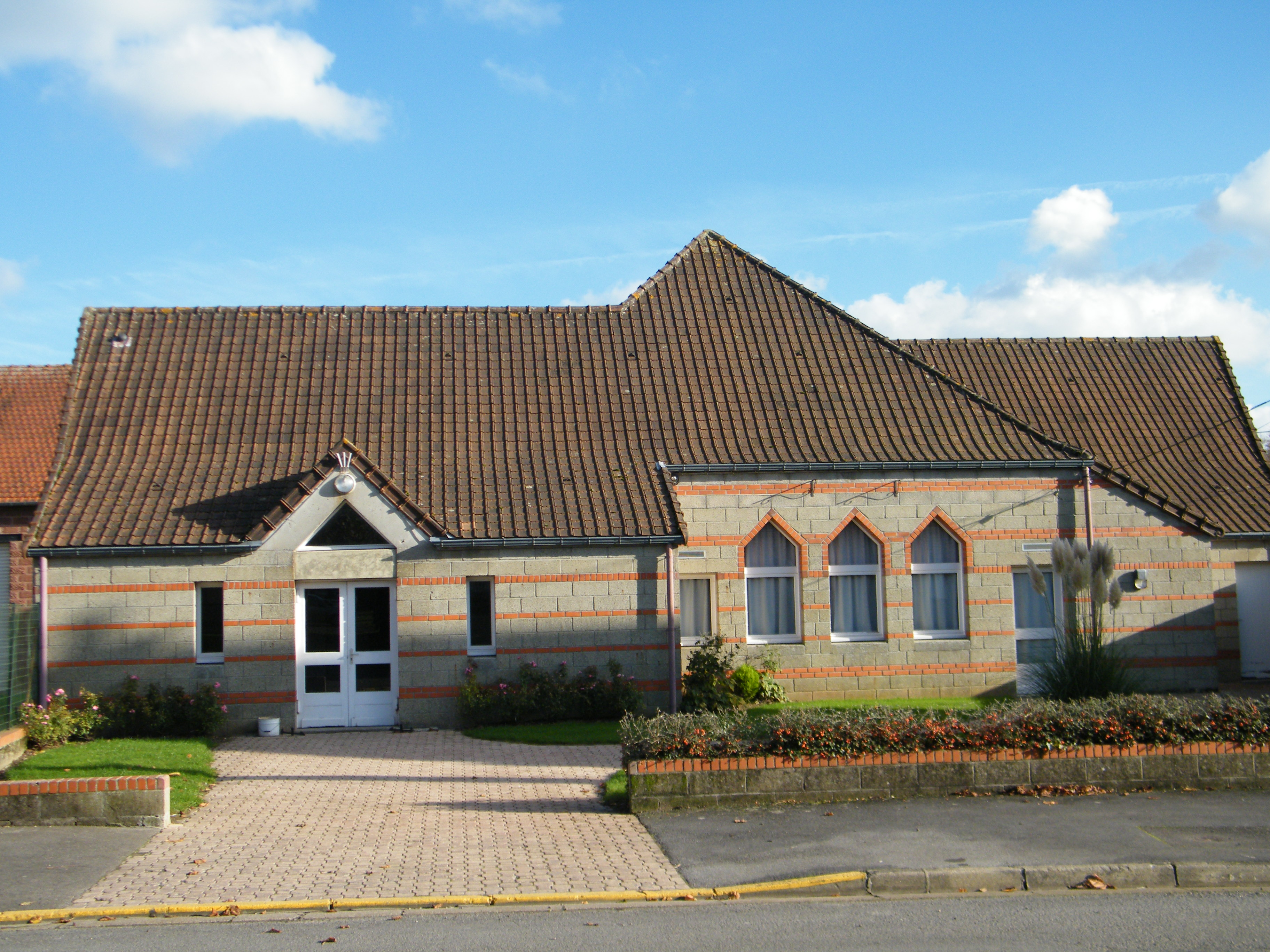
La salle communale.

### Personnalités liées à la commune
- Jules-Laurent-Benjamin Morelle (1849-1923), natif de la commune, fut évêque de Saint-Brieuc et Tréguier de 1906 à 1923.